# 李大師
李大师（570年—628年），字君威，相州（今河南安陽）人，祖籍陇西狄道（今甘肃省临洮县），出自陇西李氏姑臧房，隋朝、窦夏官员。

## 生平
李大师因熟悉前代历史，长于评论当代時事，有志於撰写一部南北朝史書，他仿《吳越春秋》體例，以編年體撰寫南、北朝史，後因事一度中辍。当他再執筆从事史書撰述时，已是武德九年（626年）。貞觀二年（628年）去世；临终之前，因“所撰未毕，以为没齿之恨”。李延寿繼承父亲的遺志，完成《南史》與《北史》。

## 家庭

### 父母
- 李仲举，隋朝帅都督、洛阳县县令
- 崔曜曜，出自博陵崔氏的博陵第二房，北齐伏波将军、襄垣郡太守崔宣度第二女

### 兄弟姐妹
- 李行师，唐朝邛州刺史
- 李氏，嫁益州新都县尉郑师万

### 子女
- 李庆孙
- 李正礼
- 李利王，唐朝金城县、平利县二县县令
- 李延寿，唐朝符玺郎
- 李安世